# Эспина, Альфонсо де
Альфонсо де Эспина, или де Спина (исп. Alphonso de Spina; ум. ок. 1491) — испанский генерал ордена францисканцев, ректор университета в Саламанке и духовник короля Энрике IV Кастильского. Автор сочинения на латинском языке «Оплот веры» («Fortalitium fidei», 1459; опубл. 1467) — первого печатного текста, трактующего о колдовстве и содержащего множество антисемитских историй.
Согласно ЕЭБЕ, Альфонсо де Эспина, несмотря на утверждения историков Иоста и Амадор де лос Риоса, никогда не был евреем. Он именовал открытых евреев «Judios publicos» (явными иудеями), а крещёных евреев «Judios occultos» (скрытыми иудеями). Идея ввести инквизицию, по мнению авторов ЕЭБЕ, принадлежит именно ему.
В сочинении «Fortalitium fidei» (с лат. — «Оплот веры», изд. Нюрнберг, 1494; Лион, 1511, 1525) автор собрал, по мнению ЕЭБЕ, все обычные обвинения против евреев. Книга состоит из пяти частей, трактующих о борьбе с еретиками, евреями, «сарацинами» (то есть магометанами) и демонами. Последние классифицированы по 10 видам.